# Pierre de Belmont
Pierre de Belmont est un homme politique français né le 4 juin 1755 à Brioude (Haute-Loire) et mort le 7 septembre 1806 au même lieu.

## Biographie
Notaire à Brioude, il est administrateur du département et est élu député de la Haute-Loire au Conseil des Cinq-Cents le 23 germinal an VI. Il est adjoint au maire de Brioude en 1800 puis juge au tribunal d'appel de Riom.

## Sources
- « Pierre de Belmont », dans Adolphe Robert et Gaston Cougny, Dictionnaire des parlementaires français, Edgar Bourloton, 1889-1891 [détail de l’édition]